# روبرت ندياي
روبرت ندياي (بالفرنسية: Robert Diouf)‏ هو مصارع رياضي سنغالي، ولد في 3 فبراير 1942 في السنغال.

## وصلات خارجية
- روبرت ندياي على موقع قاعدة بيانات المصارعة الدولية (الإنجليزية)
- روبرت ندياي على موقع اللجنة الأولمبية الدولية (الإنجليزية)
- روبرت ندياي على موقع أوليمبيديا (الإنجليزية)